# Canebière
Canebière je jedna z hlavních ulic francouzského města Marseille. Je dlouhá asi kilometr a vede ze starého přístavu ke kostelu Église Saint-Vincent-de-Paul de Marseille. Prochází městskými čtvrtěmi Belsunce, Chapitre, Noailles, Opéra a Thiers. Na rohu Canebière a ulice cours Belsunce se nachází marseillský nultý kilometr.
Název lokality pochází z provensálského výrazu la canebiera, který znamená konopné pole. Marseille jako přístavní město mělo velkou spotřebu konopí, z něhož se vyráběla lodní lana. Výstavba domů zde začala po zboření městských hradeb v roce 1666. V 18. století bylo na ulici tržiště a městská promenáda, v 19. století se oblast stala elegantní čtvrtí, kde vznikl palác burzy a řada luxusních hotelů a restaurací. V roce 1927 rozhodla marseillská radnice spojit Canebière s ulicemi rue Noailles a allées de Meilhan.
Na této ulici spáchal 9. října 1934 bulharský terorista Vlado Černozemski atentát na jugoslávského krále Alexandra I. a francouzského ministra Louise Barthoua. Dne 28. října 1938 zde došlo k požáru obchodního domu Nouvelles Galeries, který si vyžádal 73 obětí. Ztráta významu marseillského přístavu vedla ve druhé polovině 20. století k úpadku ulice, která se stala proslulou hlavně kvůli vysoké kriminalitě a turisté se jí začali vyhýbat, město plánuje opatření k její revitalizaci.
Po ulici vede jedna z linek marseillské tramvaje. Nachází se zde Marseillská opera, budova pedagogické fakulty, Palais de la Bourse (Marseille) a pomník vojákům z prusko-francouzské války, jehož autorem je Constant Roux. Textař René Sarvil a skladatel Vincent Scotto napsali v roce 1935 o ulici stejnojmennou populární píseň. Natočil se zde film Trois de la Canebière (1955) i některé scény Francouzské spojky.